# Ханой (футбольний клуб)
ФК «Хайной» (в'єт. Câu lạc bộ Bóng đá Hà Nội) — в'єтнамський футбольний клуб з міста Ханой, який виступає в В-Ліга.

## Історія

Логотип клубу T&T

Футбольний клуб було засновано 18 червня 2006 року під назвою T&T однойменною в'єтнамською компанією, що займається туристичним бізнесом. За три сезони команда послідовно пройшла третій, другий і перший дивізіони і в 2009 році дебютувала в В-Лізі. Команда має великий по в'єтнамським міркам бюджет і має можливість запрошувати до своїх лав найсильніших в'єтнамських футболістів. Так, ще виступаючи в першому дивізіоні, клуб підписав контракт з основним воротарем збірної В'єтнаму Зионг Хонг Шоном, а в 2009 році до «T&T» перейшов найкращий футболіст країни Ле Конг Вінь. Подібне посилення складу дозволило «T&T» стати чемпіоном в сезоні 2010 року і на наступний рік дебютував у Кубку АФК.
2010 року команда змінила назву на «Хайной T&T», а у 2016 році, після того як компанія припинила фінансування клубу у 2016 році назва клубу була замінена на «Хайной».

## Досягнення
- В.Ліга 1:
  -  Чемпіон (6): 2010, 2013, 2016, 2018, 2019, 2022
  -  Срібний призер (4): 2011, 2012, 2014, 2015

- Кубок В'єтнаму:
  -  Володар (2): 2019, 2020
  -  Фіналіст (4): 2012, 2015, 2016, 2024

- Суперкубок В'єтнаму:
  -  Володар (5): 2010, 2018, 2019, 2020, 2022
  -  Фіналіст (3): 2013, 2015, 2016

- Перший дивізіон Чемпіонату В'єтнаму з футболу:
  -  Срібний призер (1): 2008

- Другий дивізіон Чемпіонату В'єтнаму з футболу:
  -  Срібний призер (1): 2007

- Третій дивізіон Чемпіонату В'єтнаму з футболу:
  -  Чемпіон (1): 2006

## Відомі гравці
| - Ле Конг Вінь - Зионг Хонг Шон - Фам Тхань Лионг - Самсон Кайоде - Лукас Канторо | - Криштіану Роналду - Франсуа Анден - Алушпа Брева - Гектор Х'ютон - Данейл Сайрус |